# Làng Văn hóa - Du lịch các dân tộc Việt Nam
Làng Văn hóa - Du lịch các dân tộc Việt Nam là trung tâm hoạt động văn hóa mang tính quốc gia nhằm tái hiện, gìn giữ, phát huy và khai thác di sản văn hóa truyền thống của 54 dân tộc Việt Nam; đồng thời đáp ứng các nhu cầu vui chơi giải trí, hoạt động thể thao, văn hóa cho nhân dân trong nước cũng như du khách quốc tế.

## Lịch sử
Đề xướng về "Làng Văn hóa các dân tộc Việt Nam" đã được UBND thành phố Hà Nội và Bộ Văn hóa - Thông tin (nay là Bộ Văn hóa, Thể thao và Du lịch) nêu ra từ cuối năm 1988. Ngày 26 tháng 9 năm 1992, Văn phòng Chính phủ nêu yêu cầu về việc cần kết hợp thêm mục đích du lịch. Tiếp đó, Ban Chuẩn bị đầu tư với nhiệm vụ xây dựng Đề án chung được thành lập vào 5 tháng 4 năm 1993. Ngày 21 tháng 8 năm 1997, quy hoạch dự án "Làng Văn hóa - Du lịch các dân tộc Việt Nam" được phê duyệt. Ngày 3 tháng 10 năm 1999, dự án được khởi công xây dựng.
Ngày 19 tháng 9 năm 2010, Làng Văn hóa - Du lịch các dân tộc Việt Nam đã khai trương nhân dịp kỷ niệm 1000 năm Thăng Long - Hà Nội và bước vào khai thác, mở cửa đón khách du lịch.

## Hoạt động
Làng Văn hóa - Du lịch các dân tộc Việt Nam có diện tích 1.544 ha (gồm: 608,69 hecta đất, 935,31 hecta mặt nước) thuộc hồ Đồng Mô, thị xã Sơn Tây - cách Trung tâm Hà Nội 37 km về phía Tây. bao gồm các khu:
| Khu | Tên gọi                                    | Diện tích | Công năng |
| --- | ------------------------------------------ | --------- | --- |
| A   | Khu trung tâm văn hóa và vui chơi giải trí | 125 ha    | Nằm ở khu vực trung tâm có nhiệm vụ kết nối cổng chính và các khu chức năng. Đây là một trung tâm hoạt động văn hóa, thể thao, giải trí.                                                                 |
| B   | Khu các làng dân tộc                       | 198,61 ha | Chia làm 4 cụm làng tương ứng với từng vùng miền, được xây dựng thành quần thể tái hiện cấu trúc của làng, bản các dân tộc Việt Nam với kiến trúc dân gian nhằm giới thiệu, bảo tồn cũng như phát triển. |
| C   | Khu di sản thế giới                        | 46 ha     | Là quần thể tái hiện các công trình kiến trúc nổi tiếng của thế giới như tháp Effen, Vạn lý trường thành, Kim tự tháp...                                                                                 |
| D   | Khu dịch vụ tổng hợp                       | 138,89 ha | Khu phức hợp các dịch vụ du lịch tổng hợp, thể thao quy mô lớn để khai thác không gian cảnh quan tự nhiên                                                                                                |
| E   | Khu công viên và bến thuyền                | 341,53 ha | Khu vực dịch vụ gắn với mặt nước hồ Đồng Mô và cổng B của làng văn hóa. |
| F   | Khu cây xanh mặt nước hồ Đồng Mô           | 600,9 ha  | Không gian cảnh quan được sử dụng khai thác phát triển những hoạt động sinh thái |
| G   | Khu quản lý điều hành văn phòng            |           | Bao gồm các khu văn phòng, quản lý điều hành trung tâm, khu nhà công vụ của cán bộ nhân viên, nơi ăn ở và nơi tiếp đón các đoàn khách trong và ngoài nước đến thăm quan.                                 |

Năm 2015, Làng Văn hóa - Du lịch các dân tộc Việt Nam đón khoảng 250 nghìn du khách và năm 2018 khoảng 600 nghìn lượt du khách.